# Sete Cidades (Madalena)
Sete Cidades (Madalena), lugar da freguesia da Madalena, concelho da Madalena, ilha do Pico, Região Autónoma dos Açores.
O lugar das Sete Cidades constitui a parte mais distante do mar da vila da Madalena do Pico, sendo afamado pela sua filarmónica (considerada como uma das melhores das 108 em actividade nos Açores) e pelos maroiços (gigantescas pirâmides de pedra basáltica construídas pelos primeiros povoadores do lugar) existentes nas suas proximidades.
O nome do lugar tem raízes nas lendárias Sete Cidades do Atlântico e é uma das múltiplas ocorrências do nome nas zonas de expansão portuguesa quinhentista.

## Património natural
- Cabeço Grande